# برایان آلبرتز
برایان آلبرتز (انگلیسی: Bryan Alberts؛ زادهٔ ۲۹ دسامبر ۱۹۹۴) بازیکن بسکتبال اهل ایالات متحده آمریکا است.